# Parfumallergie
Parfumallergie is een allergie voor geurstoffen en smaakstoffen. Deze geur- en smaakstoffen kunnen natuurlijk of synthetisch zijn en komen onder andere voor in cosmetica, reinigingsmiddelen en luchtverfrissers. Ook komen ze voor in natuurlijke materialen, zoals hout en bloemen. Daarnaast komen ze voor in voedingsmiddelen, zoals koffie, chocola, kruiden, prei en gerookte of gebrande voedingsmiddelen.

## Symptomen
De volgende symptomen kunnen voorkomen:
- rode huid
- bultjes
- zwelling van de huid
- jeuk
- geïrriteerde slijmvliezen
- branderige ogen
- pijn
- koorts
- loopneus
- hoesten
- niezen
- buikpijn
- darmkramp
- diarree
- hoofdpijn

## Allergenen
In geurstoffen kunnen vele honderden verschillende stoffen voorkomen. Een beperkt aantal hiervan is verantwoordelijk voor het veroorzaken van de meeste vormen van parfumallergie. Om mensen die gevoelig zijn voor bepaalde allergenen te helpen moeten de meest gebruikte allergenen op de cosmeticaverpakking worden vermeld. Deze allergenen worden alleen dan vermeld als de concentratie van de allergene stof boven een zekere grens voorkomt.
Deze declaratieplichtige allergenen zijn:
| INCI-naam                                     | Nederlandse naam                           |
| --------------------------------------------- | ------------------------------------------ |
| Alpha-isomethyl ionone                        | α-isomethyljonon                           |
| Amyl cinnamal                                 | amylkaneelaldehyde                         |
| Amyl cinnamyl alcohol                         | amylkaneelalcohol                          |
| Benzyl alcohol                                | benzylalcohol                              |
| Benzyl benzoate                               | benzylbenzoaat                             |
| Benzyl cinnamate                              | benzylcinnamaat                            |
| Benzyl salicylate                             | benzylsalicylaat                           |
| Butylphenyl methylpropional                   | Lillial                                    |
| Cinnamal                                      | kaneelaldehyde                             |
| Cinnamylalcohol                               | kaneelalcohol                              |
| Citral                                        | citral                                     |
| Citronellol                                   | citronellol                                |
| Coumarin                                      | coumarine                                  |
| Eugenol                                       | eugenol                                    |
| Evernia Furfuracea                            | boommosextract                             |
| Evernia Prunastri                             | eikenmosextract                            |
| Farnesol                                      | farnesol                                   |
| Geraniol                                      | geraniol                                   |
| Hexyl cinnamal                                | hexylcinnamaldehyde of hexylkaneelaldehyde |
| Hydroxycitronellal                            | hydroxycitronellal                         |
| Hydroxyisohexyl- 3-cyclohexene carboxaldehyde | Lyral                                      |
| Isoeugenol                                    | isoeugenol                                 |
| Limonene                                      | limoneen                                   |
| Linalool                                      | linalool                                   |
| Methyl 2-octynoate                            | methyl-2-octynoaat                         |

## Remedie
Een parfumallergie gaat in de regel niet over. Het beste is het om geparfumeerde producten zo veel mogelijk te vermijden. 100% vermijden is niet mogelijk, omdat geur- en smaakstoffen alomtegenwoordig zijn. Volledig vermijden kan eveneens een toename van de ernst van de allergie tot gevolg hebben. Er is geen medicijn tegen deze allergie, hoewel individuele of lokale symptomen gunstig kunnen reageren op onder andere anti-histamine, pijnstillers, een anti-emeticum, carbomeerhydrogel, loperamide.